# Duha
Duha, ضحى, är ett arabiskt förnamn som betyder ’morgon’. Tiden mellan solens uppgång och nedgång kallas Ad-Duha (namnet på en av Koranens suror). Duha förekommer både som tilltalsnamn och efternamn, men är vanligast som förnamn.[källa behövs]
Den 31 december 2014 fanns det totalt 43 kvinnor folkbokförda i Sverige med namnet Duha, varav 41 bar det som tilltalsnamn.
Namnsdag: saknas